# René R. Khawam
René Rizqallah Khawam (1917, Alepo, Síria - 2004, Paris, França) foi um arabista e tradutor da língua árabe ao francês.
Nascido na Síria no seio de uma família cristã, Khawam emigrou à França durante a Segunda Guerra Mundial. Notabilizou-se pelas traduções de obras da literatura árabe, em particular do Alcorão e as Mil e Uma Noites, na qual trabalhou por 35 anos. Em 1996 ganhou o Grand Prix national des Lettres, outorgado pelo Ministério da Cultura francês, pelo conjunto de sua obra.